# Papilio taiwanus
Papilio taiwanus là một loài bướm thuộc họ Bướm phượng (Papilionidae). 
Loài Papilio thaiwanus được mô tả năm 1898 bởi Rothschild. Loài bướm Papilio thaiwanus sinh sống ở Đài Loan.
Ấu trùng ăn Toddalia asiatica, Zanthoxylum ailanthoides và Cinnamomum camphora.

## Hình ảnh

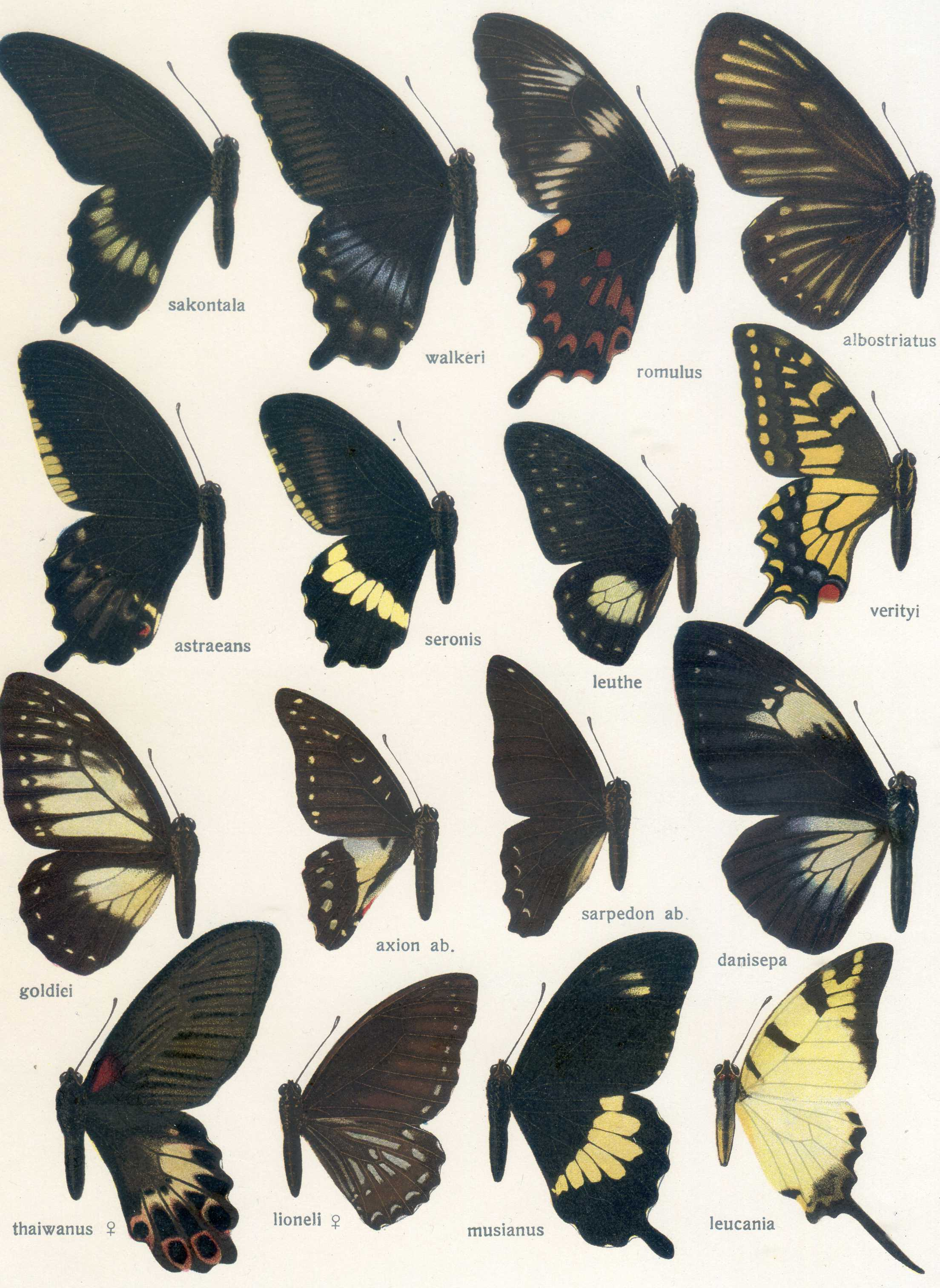